# Pascal Maier (giocatore di football americano svizzero)
Pascal Meier (13 giugno 1999) è un giocatore di football americano svizzero che gioca come linebacker per i Bern Grizzlies.